# اپی‌کوندیل کناری ران
اپی‌کوندیل کناری استخوان ران یک اپی‌کوندیل کوچک‌تر و برجسته‌تر از اپی‌کوندیل درونی ران است که باعث اتصال به رباط طرفی خارجی مفصل زانو متصل می‌شود. به‌طور مستقیم در زیر آن یک فرورفتگی کوچک قرار دارد که از آن یک شیار صاف و مشخص به صورت مایل به سمت بالا و عقب تا انتهای پشتی کوندیل خم می‌شود.